# Sylvia Rhyne
Sylvia Rhyne, née en décembre 1956, est une soprano américaine de musique ancienne. Elle est membre de l'ensemble musical Asteria avec Eric Redlinger, ténor et luthiste,.

## Discographie
- Le Souvenir de vous me tue[4].
- Soyes loyal[3]